# 高波文一
高波 文一（たかなみ ふみかず、1975年11月3日 - ）は、熊本県牛深市（現：天草市）出身の元プロ野球選手（外野手）、コーチ。右投右打。妻は元モデル・ダンサーの中野早杜子。

## 経歴

### プロ入り前
小学3年の時に野球（ソフトボール）を始め、中学から本格的に軟式野球を始める。九州の強豪校である熊本県立熊本工業高等学校に進学し、それまでは遊撃手だったが、足が速く肩が強かったため2年時から外野手へコンバート。2年から4番を任され、1992年に夏の甲子園に出場。1回戦で創価に勝利したが、2回戦で県立岐阜商業に敗れた。高校通算打率.513、29本塁打の記録を残した。高校では2学年上に塩崎真、1学年下に田中秀太、2学年下に荒木雅博がいた。
彼も含め3人いる兄弟全てが熊本工業高校で甲子園本大会出場を経験している（高波は長男。二男はマネージャーとしてベンチ入り。三男の大はその後国士舘大学を経てJR九州に所属した）。
1993年のドラフト3位で阪神タイガースに入団。

### 阪神時代
入団1年目からウエスタン・リーグの一番打者として92試合に出場し、レギュラーを獲得。
1995年5月20日の対広島戦（甲子園）で9回に登場しプロ初出場を果たすと、8月にはプロ初安打・初本塁打・初打点を記録した。俊足選手の少ない阪神で代走の切り札に定着していった。
1997年、背番号を4に変更。阪神タイガース時代で一番多い85試合に出場した。同年9月11日の対広島戦で9回表に横山竜士から中押しのソロ本塁打をライトスタンドに放ったが、これが一軍で記録した最後の本塁打となった。
1998年は一軍出場がゼロに終わった。
1999年に就任した野村克也監督により、田中秀太内野手とともに一軍に抜擢され、70試合に出場したものの、打率1割台と打撃に難があったため、代走・守備要員に落ち着いた。同年8月13日の対ヤクルト戦では、12回裏に投手の福原忍が安打を放ち、その代走で出場した高波が盗塁を試みるも失敗、という珍しいケースもあった。
2001年に野村は積極的に俊足選手を補強し、高波ら7名でF1セブンを結成した。しかし、結果的に同タイプの選手が多く集まったため、盗塁失敗などが多く打撃成績の悪い高波はファームに甘んじることが多くなった。この年、背番号を入団当時の65に戻した。
2002年は46試合に出場した。
2003年は中村豊外野手の加入などで開幕から一軍出場はなく、2000年に阪神の一軍守備走塁総合コーチをしていた伊原春樹（2002年から西武監督）に請われて、5月8日に金銭トレードで西武ライオンズに移籍した。

### 西武時代
2003年6月15日の対ロッテ戦（千葉）では初のお立ち台に上がった。卓越した運動能力を持っており、同年は途中入団ながら81試合に出場したが打撃力の弱さは相変わらずだった。
2004年は若手の佐藤友亮、赤田将吾らが台頭したこともあり、わずか8試合の出場に終わった。チームはリーグ2位だったが、この年から導入されたプレーオフで日本ハム、リーグ1位のダイエーを破り、2年ぶりのリーグ優勝を達成し、日本シリーズでは中日を破り、12年ぶりの日本一に輝いた。
2005年は再び出場機会が増え、64試合に出場した。打撃面では2割を辛うじて超える程度だったが、132打席・23安打はキャリアハイとなった。
2006年には広島から移籍した福地寿樹に押しのけられる形となり、一軍出場なしに終わり、レギュラーシーズン終了後に戦力外通告を受けた。
12球団合同トライアウトを受けるも声はかからず、野球を諦めてサラリーマンになろうとしていたが、2007年1月下旬に東北楽天ゴールデンイーグルスから「3日間テストをする。受けてみないか?」と打診があり、久米島での春季キャンプにテスト生として参加。阪神時代の指揮官である野村監督からの強い要望もあり、入団が決定した。

### 楽天時代
2007年5月29日に一軍登録され、主に代走・守備固めとして起用された。その活躍は野村監督から｢代走のスペシャリストだ｣と言われた程で、閉幕まで一軍登録されチームの4位浮上に大きく貢献した。8月5日の対ソフトバンク戦（フルスタ宮城）で礒部公一と鉄平がケガのためにスタメンを外れたため、9番・センターとして移籍後初スタメンで出場した際に楽天での初安打を打っている。最終的に同年の安打は1安打だけだったが50試合に出場し、チームの守備を支えた。
2008年4月17日の対ロッテ戦に途中出場した際に、小宮山悟からタイムリー二塁打を放ち、3年ぶりの打点を挙げる。5月18日に、プロ入り15年目で初のFA権を取得した。野手で1シーズンに100試合以上に出場した経験が無いままFA権を取得した例としては、万永貴司や上田浩明などがある。しかし、シーズン後半は聖澤諒や中村真人の台頭により出場機会が激減し、10月1日に球団から自身2度目の戦力外通告を受けた。12球団合同トライアウトには参加しなかったが、オリックス・バファローズが獲得を表明し、12月8日、日本ハムを戦力外になっていた金澤健人投手と共に獲得したと球団から正式に発表され、12月15日に正式契約した。

### オリックス時代
2009年は代走・守備固めでの起用が期待されたがわずか12試合の出場に留まり、10月3日に2年連続となる戦力外通告を受け、現役引退。

### 現役引退後
2010年からは、地元球団の福岡ソフトバンクホークスに在籍。
2011年までファームのスタッフ、2012年に二・三軍外野守備走塁コーチ、2013年に二軍外野守備走塁コーチを務めた。
2014年から2016年までは、野球振興部でジュニアチームのマネジャーを担当。
2017年・2018年は、三軍の外野守備走塁コーチを務めた。
2019年からは、タマホーム スタジアム筑後にある球団独身寮で副寮長に就くかたわら、野手担当のリハビリスタッフとしても活動。
2023年は、新設された四軍の外野守備走塁コーチとして再び現場に復帰。2024年からは三軍外野守備走塁コーチを担当する。

## 選手としての特徴
2000年頃には俊足を生かすため両打ちにも挑戦していた（2000年の阪神タイガースのカレンダーには、左打席でバントの練習をする高波の写真が使われていた）。一軍でその両打ちを披露することはほとんどなかったが、左打席でも安打を記録したことがある。
俊足選手のメンバーであるF1セブンの一員ではあったが、本人は引退後の取材で「報道陣との雑談の中から誕生したF1セブンでしたけど、その翌日にはさっそく50メートルのタイムを計ることになりました。僕と赤星だけが5秒台で、あとは6秒フラット前後だったと思います」と証言している。

## 詳細情報

### 年度別打撃成績
| 年 度      | 球 団      | 試 合 | 打 席 | 打 数 | 得 点 | 安 打 | 二 塁 打 | 三 塁 打 | 本 塁 打 | 塁 打 | 打 点 | 盗 塁 | 盗 塁 死 | 犠 打 | 犠 飛 | 四 球 | 敬 遠 | 死 球 | 三 振 | 併 殺 打 | 打 率 | 出 塁 率 | 長 打 率 | O P S |
| ---------- | ---------- | ----- | ----- | ----- | ----- | ----- | -------- | -------- | -------- | ----- | ----- | ----- | -------- | ----- | ----- | ----- | ----- | ----- | ----- | -------- | ----- | -------- | -------- | ----- |
| 1995       | 阪神       | 52    | 31    | 30    | 10    | 3     | 1        | 0        | 1        | 7     | 1     | 3     | 1        | 1     | 0     | 0     | 0     | 0     | 12    | 0        | .100  | .100     | .233     | .333  |
| 1996       | 阪神       | 72    | 59    | 49    | 17    | 9     | 1        | 1        | 0        | 12    | 3     | 7     | 1        | 2     | 2     | 6     | 0     | 0     | 15    | 2        | .184  | .263     | .245     | .508  |
| 1997       | 阪神       | 85    | 48    | 47    | 19    | 6     | 0        | 0        | 1        | 9     | 2     | 6     | 3        | 0     | 0     | 1     | 0     | 0     | 12    | 0        | .128  | .146     | .191     | .337  |
| 1999       | 阪神       | 70    | 23    | 20    | 19    | 2     | 0        | 0        | 0        | 2     | 1     | 7     | 8        | 0     | 0     | 3     | 0     | 0     | 5     | 0        | .100  | .217     | .100     | .317  |
| 2000       | 阪神       | 28    | 9     | 9     | 4     | 1     | 0        | 0        | 0        | 1     | 0     | 2     | 2        | 0     | 0     | 0     | 0     | 0     | 1     | 0        | .111  | .111     | .111     | .222  |
| 2001       | 阪神       | 9     | 8     | 8     | 1     | 2     | 1        | 0        | 0        | 3     | 1     | 1     | 0        | 0     | 0     | 0     | 0     | 0     | 1     | 0        | .250  | .250     | .375     | .625  |
| 2002       | 阪神       | 46    | 21    | 21    | 7     | 3     | 0        | 0        | 0        | 3     | 0     | 2     | 1        | 0     | 0     | 0     | 0     | 0     | 6     | 0        | .143  | .143     | .143     | .286  |
| 2003       | 西武       | 81    | 86    | 76    | 13    | 15    | 4        | 1        | 0        | 21    | 9     | 8     | 5        | 4     | 2     | 3     | 0     | 1     | 11    | 2        | .197  | .232     | .276     | .508  |
| 2004       | 西武       | 8     | 3     | 3     | 1     | 0     | 0        | 0        | 0        | 0     | 0     | 1     | 0        | 0     | 0     | 0     | 0     | 0     | 0     | 1        | .000  | .000     | .000     | .000  |
| 2005       | 西武       | 64    | 132   | 114   | 15    | 23    | 3        | 0        | 0        | 26    | 5     | 10    | 1        | 5     | 0     | 13    | 0     | 0     | 13    | 1        | .202  | .283     | .228     | .512  |
| 2007       | 楽天       | 50    | 9     | 9     | 13    | 1     | 0        | 0        | 0        | 1     | 0     | 5     | 2        | 0     | 0     | 0     | 0     | 0     | 2     | 1        | .111  | .111     | .111     | .222  |
| 2008       | 楽天       | 51    | 20    | 19    | 10    | 4     | 2        | 0        | 0        | 6     | 4     | 5     | 0        | 0     | 0     | 1     | 0     | 0     | 3     | 0        | .211  | .250     | .316     | .566  |
| 2009       | オリックス | 12    | 3     | 3     | 3     | 0     | 0        | 0        | 0        | 0     | 0     | 2     | 0        | 0     | 0     | 0     | 0     | 0     | 1     | 0        | .000  | .000     | .000     | .000  |
| 通算：13年 | 通算：13年 | 628   | 452   | 408   | 132   | 69    | 12       | 2        | 2        | 91    | 26    | 59    | 24       | 12    | 4     | 27    | 0     | 1     | 82    | 7        | .169  | .220     | .223     | .443  |

### 年度別守備成績
| 年度 | 外野 | 外野 | 外野 | 外野 | 外野 | 外野   |
| 年度 | 試合 | 刺殺 | 補殺 | 失策 | 併殺 | 守備率 |
| ---- | ---- | ---- | ---- | ---- | ---- | ------ |
| 1995 | 37   | 22   | 2    | 1    | 1    | .960   |
| 1996 | 50   | 36   | 0    | 0    | 0    | 1.000  |
| 1997 | 61   | 26   | 1    | 0    | 0    | 1.000  |
| 1999 | 53   | 22   | 0    | 1    | 0    | .957   |
| 2000 | 19   | 13   | 0    | 0    | 0    | 1.000  |
| 2001 | 8    | 3    | 0    | 0    | 0    | 1.000  |
| 2002 | 40   | 19   | 3    | 1    | 1    | .957   |
| 2003 | 74   | 56   | 1    | 0    | 1    | 1.000  |
| 2004 | 4    | 2    | 0    | 0    | 0    | 1.000  |
| 2005 | 58   | 83   | 3    | 0    | 0    | 1.000  |
| 2007 | 39   | 15   | 2    | 0    | 0    | 1.000  |
| 2008 | 45   | 28   | 2    | 0    | 1    | 1.000  |
| 2009 | 10   | 4    | 0    | 0    | 0    | 1.000  |
| 通算 | 498  | 329  | 14   | 3    | 4    | .991   |

### 記録
初記録
- 初出場：1995年5月20日、対広島東洋カープ8回戦（阪神甲子園球場）、9回表に石嶺和彦に代わり左翼手で出場
- 初盗塁：1995年5月27日、対横浜ベイスターズ6回戦（阪神甲子園球場）、8回裏に二盗（投手：小桧山雅仁、捕手：秋元宏作）
- 初打席：1995年6月13日、対読売ジャイアンツ9回戦（阪神甲子園球場）、7回裏に阿波野秀幸から三振
- 初先発出場：1995年7月30日、対横浜ベイスターズ13回戦（阪神甲子園球場）、7番・中堅手で先発出場
- 初安打：1995年8月16日、対ヤクルトスワローズ23回戦（明治神宮野球場）、11回表に高津臣吾から
- 初本塁打・初打点：1995年8月19日、対横浜ベイスターズ16回戦（横浜スタジアム）、7回表に島田直也からソロ

### 背番号
- 65（1994年 - 1996年、2001年 - 2003年途中）
- 4（1997年 - 2000年）
- 0（2003年途中 - 2006年）
- 62（2007年 - 2008年）
- 60（2009年）
- 79（2012年 - 2013年）
- 92（2017年 - 2018年）
- 101（2021年 - 2022年）
- 015（2023年）
- 98（2024年 - ）

### 登場曲
- 『Danger Zone』 / ケニー・ロギンス[11]